# Sebha (district)
Pour les articles homonymes, voir Sebha.
Le district de Sebha (en arabe : سبها) est une des 22 chabiyat de Libye. 
Sa capitale est Sebha.